# Голуб Володимир Семенович
Володи́мир Семе́нович Го́луб (14 квітня 1944, Лубни — 3 грудня 2020, Полтава) — український актор і громадський діяч.

## Життєпис
1963 року закінчив навчання в Київському інституті мистецтва ім. І. Карпенка-Карого.
Вступив до ансамблю танцю «Україна». В 1964—1985 роках — актор Полтавського театру ім. М. Гоголя, 1965 — член Спілки театральних діячів, 1988 —1990 — заступник директора Полтавської філармонії, з 1991 по 1997 — директор Полтавського міського центру культури. 1995 — заслужений працівник культури України. В 2000-х — помічник ректора Української медичної стоматологічної академії. 2011 — голова Громадської ради при Полтавській ОДА.
Перебував в лавах політичних партій: СЛОН, СДПУ(о), «Нова Україна», «Міжрегіональний блок реформ», «Злагода». В 1998 кандидував до ВР України. Голова Громадської ради при Полтавській облдержадміністрації, обиравлся протягом 4 каденцій по теперішній час.
Нагороджений 2009 — Орденом за заслуги (ІІІ ступеня), 2016 — нагороджений Орденом «Святого Ріноапостольного князя Володимира Великого» (ІІІ ступеня) УПЦ КП, 2019 — нагороджений Орденом за заслуги (ІІ ступеня).
Дружина — Северін Жанна Костянтинівна  — акторка Полтавського театру ім М. Гоголя, народна артистка України († 2013).